# Calyx imperialis
Calyx imperialis är en svampdjursart som först beskrevs av Arthur Dendy 1924.  Calyx imperialis ingår i släktet Calyx och familjen Phloeodictyidae. Inga underarter finns listade i Catalogue of Life.